# Kamienica przy ulicy Opolskiej 15 w Katowicach
Kamienica przy ulicy Opolskiej 15 w Katowicach – zabytkowa kamienica w typie „willi miejskiej”, położona przy ulicy Opolskiej 15 w Katowicach, w dzielnicy Śródmieście.
Została ona wzniesiona w 1924 roku z cegły według projektu Rudolfa Fischera w stylu uproszczonego historyzmu. W dniu 11 sierpnia 1992 roku została ona wpisana do rejestru zabytków województwa katowickiego pod numerem A/1486/92. Budynek znajduje się także w gminnej ewidencji zabytków miasta Katowice. W 1999 roku gmach ten przeszedł modernizację.
Kamienica ta była siedzibą Banku Handlowego, zaś obecnie jest siedzibą Regionalnej Izby Gospodarczej w Katowicach. Została ona powołana 13 lutego 1990 roku i zrzesza podmioty gospodarcze prowadzące działalność gospodarczą. Kontynuuje ona tradycje powołanej w 1922 roku w Katowicach Izby Handlowej i działającej w latach 1927–1950 Śląskiej Izby Przemysłowo-Handlowej. Przy Regionalnej Izbie Gospodarczej działa także powołany w 1991 roku Sąd Arbitrażowy.

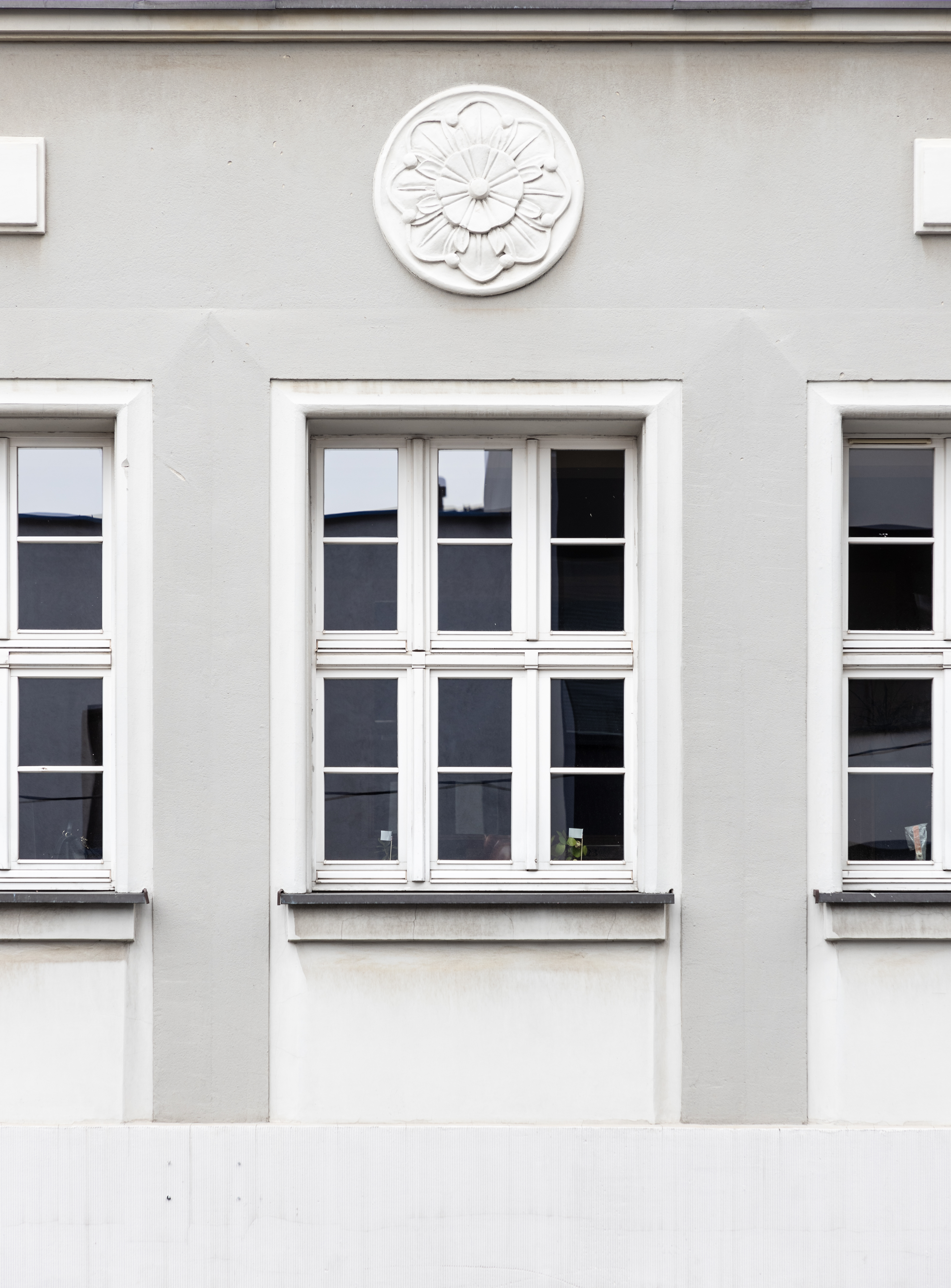

Kamienica znajduje się w północnej pierzei ulicy Opolskiej. Powierzchnia zabudowy kamienicy wynosi 335 m². Posiada ona cztery kondygnacje nadziemne i podpiwniczenie.